# Arrondissement de Antuérpia
O Arrondissement de Antuérpia (em neerlandês: Arrondissement Antwerpen; em francês: Arrondissement d'Anvers) é um dos três arrondissements administrativos na província da Antuérpia, Bélgica. É também um arrondissement judicial, cujo território coincide com o arrondissement administrativo.

## História
O arrondissement administrativo de Antuérpia foi criado em 1800 como o primeiro arrondissement no Departamento de Deux-Nèthes (em neerlandês:  Departement Twee Nethen). Originalmente composta dos cantões de Antuérpia, Boom, Berchem, Brecht, Ekeren e Zandhoven. Em 1923, então, os municípios de Burcht e Zwijndrecht (Burcht foi incorporada Zwijndrecht em 1977 para formar o município atual de Zwijndrecht) no Arrondissement de Sint-Niklaas foram adicionados ao arrondissement.

## Municípios
| - Aartselaar - Antuérpia - Boechout - Boom - Borsbeek - Brasschaat - Brecht - Edegem - Essen - Hemiksem | - Hove - Kalmthout - Kapellen - Kontich - Lint - Malle - Mortsel - Niel - Ranst - Rumst | - Schelle - Schilde - Schoten - Stabroek - Wijnegem - Wommelgem - Wuustwezel - Zandhoven - Zoersel - Zwijndrecht |